# Paul Aebi
Paul Aebi, noto anche come Paul Aeby (Berna, 10 settembre 1910 – ...), è stato un calciatore svizzero, di ruolo attaccante.